# Arc-et-Senans
Arc-et-Senans is een gemeente in het Franse departement Doubs in de regio Bourgogne-Franche-Comté. De plaats maakt deel uit van het arrondissement Besançon. Arc-et-Senans telde op 1 januari 2022 1.621 inwoners.
In Arc-et-Senans bevindt zich de koninklijke zoutziederij van Arc-et-Senans, die door UNESCO op de Werelderfgoedlijst is geplaatst. Van het einde van de 18e eeuw tot het einde van de 19e eeuw werd hier zout gewonnen uit pekelwater uit de ondergrond.
In de gemeente ligt spoorwegstation Arc-et-Senans.

## Geografie
De oppervlakte van Arc-et-Senans bedraagt 14,98 km², de bevolkingsdichtheid is 108 inwoners per km² (per 1 januari 2019).
De onderstaande kaart toont de ligging van Arc-et-Senans met de belangrijkste infrastructuur en aangrenzende gemeenten.

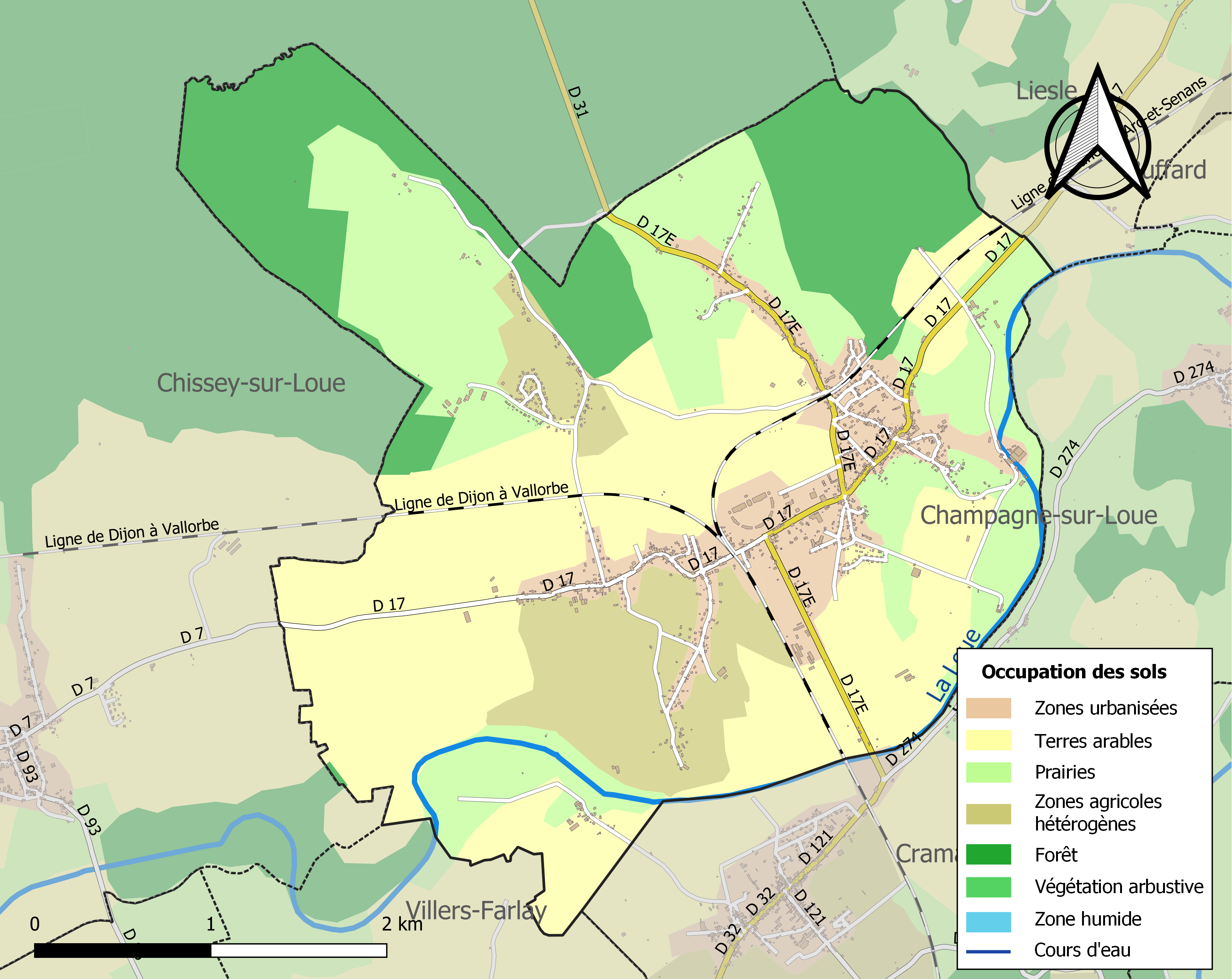

## Demografie
Onderstaande figuur toont het verloop van het inwonertal (bron: INSEE-tellingen).